# John Blake
John Percy "Jack" Blake (Shoreditch, Londres, 13 de novembre de 1874 – Kensington, Londres, 19 de desembre de 1950) va ser un tirador anglès que va competir a començaments del segle XX i que va disputar tres edicions dels Jocs Olímpics. També fou un bon jugador de waterpolo i un boxejador amateur.
El 1908 va prendre part en els Jocs Olímpics de Londres, on disputà la competició d'espasa individual del programa d'esgrima, on quedà eliminat en la primera ronda.
Quatre anys més tard, als Jocs d'Estocolm, guanyà la medalla de plata en la competició d'espasa per equips, mentre en la prova d'espasa individual quedà eliminat en sèries.
Durant la Primera Guerra Mundial va ser l'encarregat de la Secció d'explosius del Ministeri de Municions. El 1919 va ser triat per al London County Council com a regidor del Progressive Party en representació d'Islington. Va ser reelegit per a un segon mandat de tres anys el 1922, i es va unir al Partit Laborista el 1924. Entre 1925 i 1931 va ser regidor en representació de Camberwell, Peckham. Va perdre el seu seient en les eleccions de 1931, però el va recuperar el 1934, mantenint-lo fins a 1946. Va ser President del Consell del Comtat de Londres entre 1942 i 1943.